# Пискутино
Пискутино — деревня в Собинском районе Владимирской области России, входит в состав Рождественского сельского поселения.

## География
Деревня расположена на берегу речки Еза в 14 км на северо-запад от центра поселения села Рождествено и в 42 км на север от райцентра города Собинка.

## История
В XIX — начале XX века деревня входила в состав Спасской волости Юрьевского уезда, с 1925 года — в составе Калининской волости Юрьев-Польского уезда Иваново-Вознесенской губернии. В 1859 году в деревне числилось 28 дворов, в 1905 году — 39 дворов.
С 1929 года деревня являлась центром Пискутинского сельсовета Юрьев-Польского района, с 1932 года — в составе Спасского сельсовета Небыловского района, с 1954 года — в составе Калитеевского сельсовета, с 1963 года — в составе Собинского района, с 1976 года — в составе Фетининского сельсовета, с 2005 года — в составе Рождественского сельского поселения.

## Население
| 1859 | 1905 | 2002 | 2010 | 2021 |
| ---- | ---- | ---- | ---- | ---- |
| 203  | ↗217 | ↘2   | ↗4   | ↘0   |